# 22810 Rawat
22810 Rawat è un asteroide della fascia principale. Scoperto nel 1999, presenta un'orbita caratterizzata da un semiasse maggiore pari a 2,3109572 UA e da un'eccentricità di 0,1207385, inclinata di 3,73015° rispetto all'eclittica.